# Tipula simplex
Tipula simplex är en tvåvingeart som beskrevs av Doane 1901. Tipula simplex ingår i släktet Tipula och familjen storharkrankar. Inga underarter finns listade i Catalogue of Life.